# Monte di Pietà dei Pazzi
Il Monte di Pietà dei Pazzi è stata un'istituzione di Firenze, nata come filiale del Monte di Pietà dei Pilli. Ebbe sede in via Monalda 1.

## Storia
Il Monte di Pietà venne istituito nel 1495 affinché garantisse il piccolo credito alle fasce più deboli della popolazione, senza che esse cadessero nella trappola dell'usura, grazie alle prediche fatte in Santa Croce dal beato Bernardino da Feltre, fino dal 1488. Ebbe sede in un edificio confiscato ai Lamberti, in una zona in cui esistevano case della famiglia Pilli: per cui la piazza fu detta del Monte di Pietà, con la specifica dei Pilli, sebbene questa famiglia niente avesse a che fare con l'istituzione. Il Monte era amministrato da otto cittadini, sei scelti dalle Arti Maggiori e due dalle Arti Minori, e da alcuni ministri. Col tempo il Monte ebbe una sede anche in via Monalda, in un gruppo di fabbricati comprendente anche l'antica torre degli Strozzi. 
La parte più verso via Porta Rossa fu venduta nel XV secolo ai Bartolini, poi passò ai Rucellai e poi ancora ai Bracci. Il resto, dagli Strozzi, pervenne ai Pazzi nel XVI secolo e da Pier Maria dei Pazzi l'acquistò nel 1642 il Monte di Pietà per istituirvi uno dei Presti o arroti, che venne detto "dei Pazzi", ma anche continuò l'uso di chiamarlo "dei Pilli". 

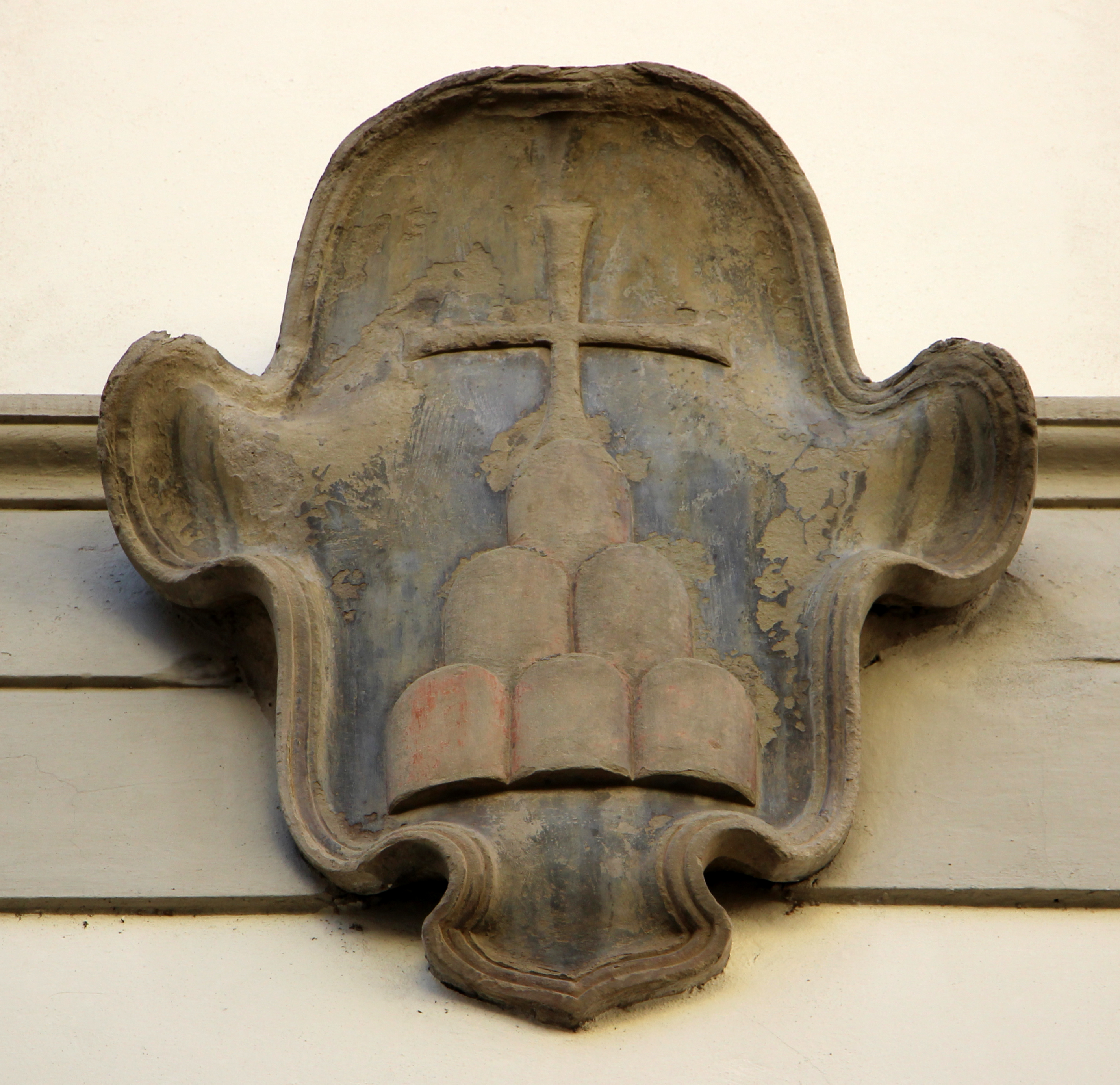
Lo stemma ricostruito

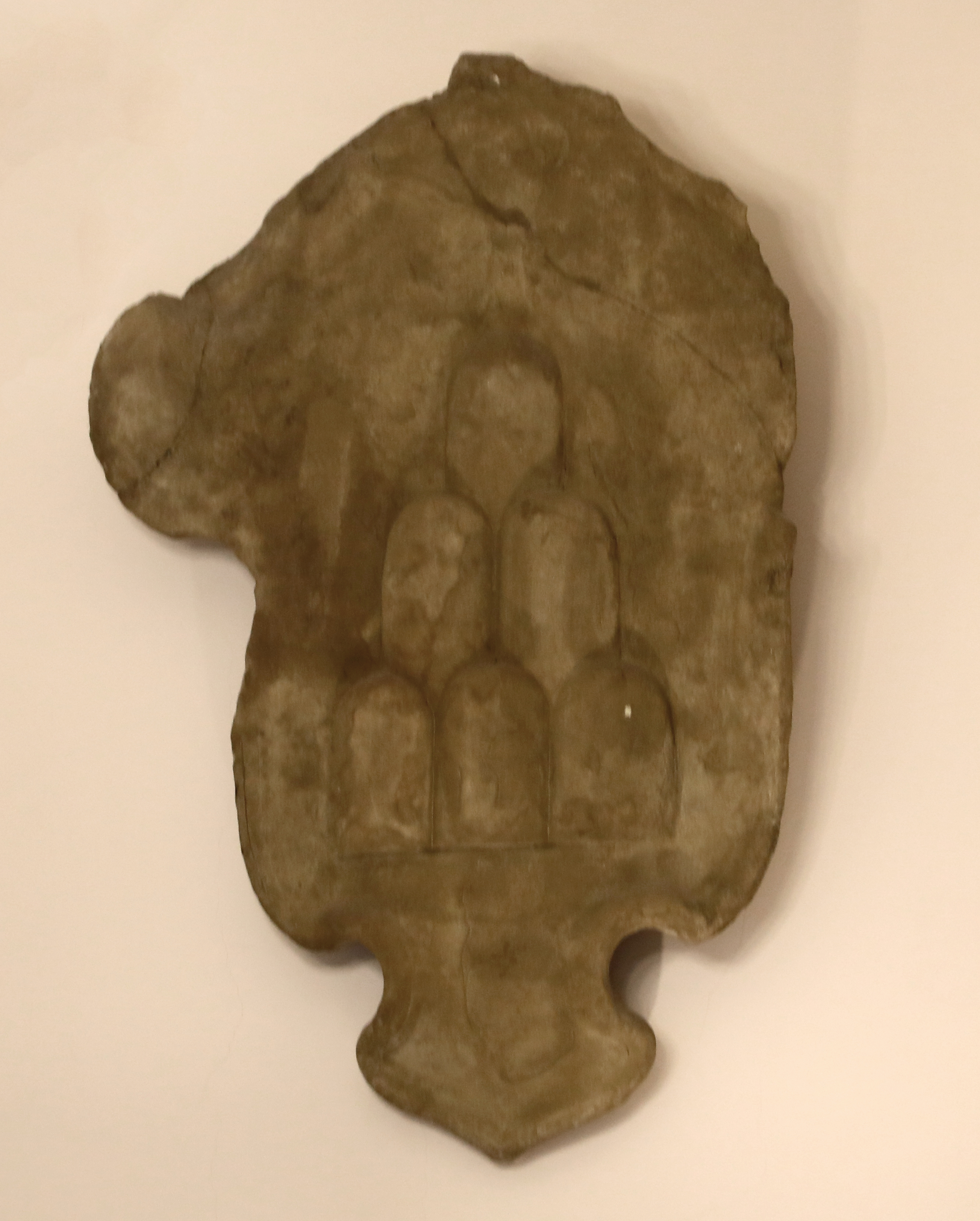
Lo stemma antico

Attualmente il complesso si presenta sulla strada con un primo corpo a tre piani con mezzanino organizzato per sei assi che, senza soluzione di continuità, si sviluppa in un ulteriore corpo più alto (allineato alla successiva torre per la quale si veda al numero 15 rosso) con finestre sfalsate e di diversa configurazione, a denotare una originaria fabbrica due trecentesca. D'altronde si notano sulla facciata elementi architettonici del Trecento assieme ad altri più recenti, per lo più frutto dei lavori promossi a metà del Seicento dal Monte di Pietà. 
Sempre con riferimento al Monte di Pietà è lo scudo posto all'estrema sinistra del fronte, d'azzuro con una croce posta su un monte a sei cime rosso: si tratta probabilmente di una replica ottocentesca dell'originale, posto nella hall e più danneggiato. Nella parte centrale, dove era l'ingresso del Presto, esistevano affreschi del tardo Seicento, oramai perduti, tra i quali due figure rappresentanti forse la Carità e la Fede. Attualmente il complesso è occupato, compresa la torre, dall'Hotel Golden Tower.